# بيفل نستروف
بيفل نستروف (بالروسية: Павел Александрович Нестеров)‏ هو لاعب كرة قدم روسي في مركزي الدفاع والوسط، ولد في 8 أبريل 1962 في كراسنوغورسك في روسيا، وتوفي بنفس المكان في 28 يوليو 2005 بسبب ذات الرئة. لعب مع سيسكا موسكو.